# Fulmar-glacial

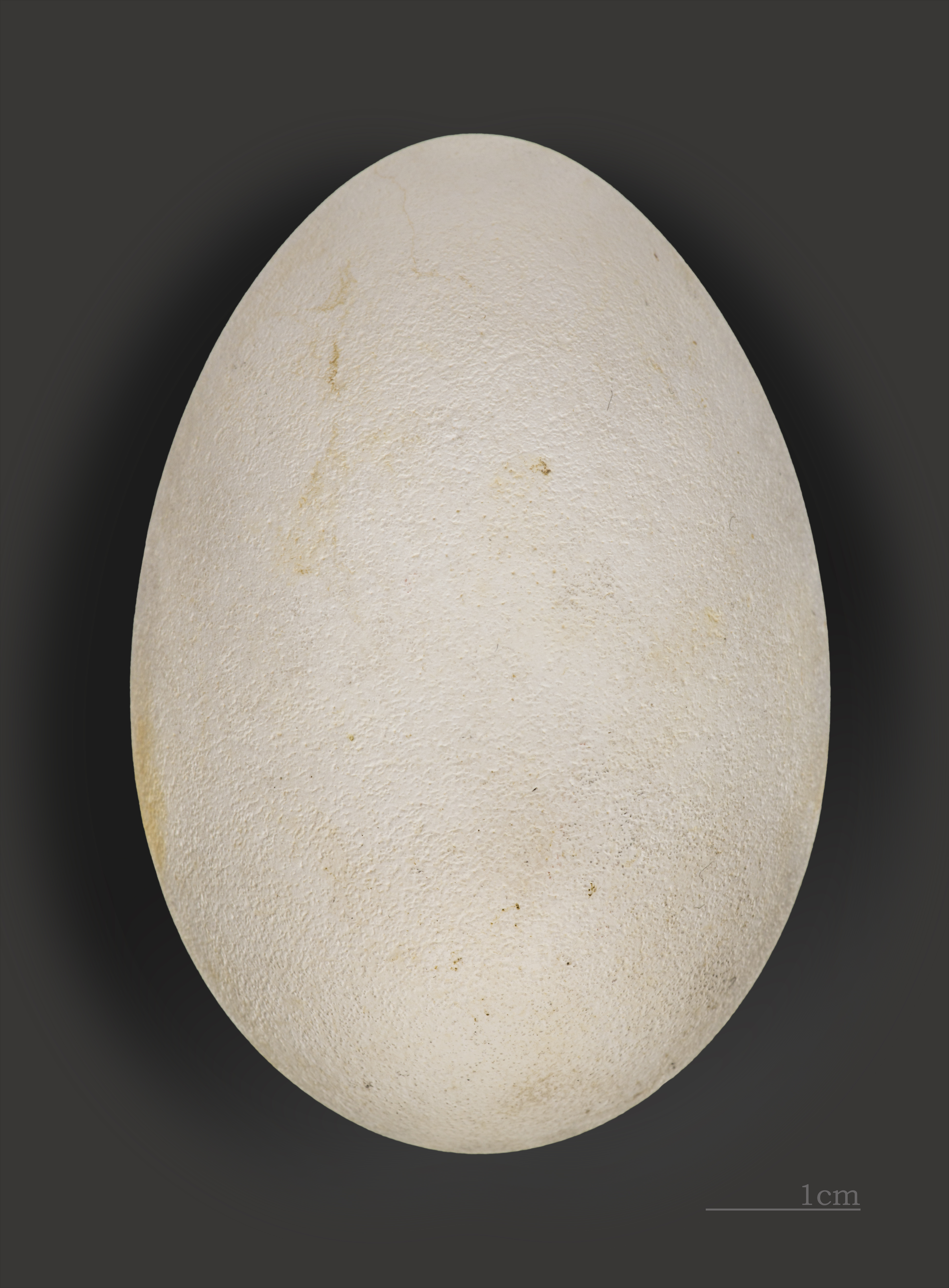
O ovo.

Fulmar-boreal, pombalete-do-norte ou pardela-branca, também chamada, informalmente, "pardela do Ártico" ou "petrel do Ártico", cujo nome científico é Fulmarus glacialis (em tradução literal, fulmar boreal ou fulmar glacial), é uma ave marítima pertencente à família Procellariidae, que habita o Hemisfério Norte.
É uma ave corpulenta e robusta, que plana e voa à tona de água com as asas estiradas num voo semelhante ao das demais espécies de pardelas, no entanto com batimento de asas mais frequente. A pardela-branca possui cabeça, pescoço e corpo brancos; asas, dorso e cauda cinzentos. O seu bico é amarelo e curto e as suas narinas tubulares. O seu pescoço grosso "de touro" é muito diferente de qualquer espécie semelhante. Estas aves reúnem-se frequentemente em grande número em redor dos arrastões.
A pardela-branca nidifica ao longo das costas da Islândia, Ilhas Britânicas e em alguns locais da França e Noruega. No inverno, distribui-se por todo o Atlântico e Mar do Norte. Esta espécie de ave confunde-se facilmente com as gaivotas, em especial quando pousada nos rochedos.
A pardela-branca habita apenas o Hemisfério Norte. No Hemisfério Sul, em contraparte, habita a espécie Fulmarus glacialoides (pardelão-prateado), da mesma família e bastante similar.